# Hypoplectrodes huntii
Hypoplectrodes huntii là một loài cá biển thuộc chi Hypoplectrodes trong họ Cá mú. Loài này được mô tả lần đầu tiên vào năm 1875.

## Phân bố và môi trường sống
H. huntii có phạm vi phân bố ở Tây Nam Thái Bình Dương. Đây là một loài đặc hữu của vùng biển New Zealand. Loài cá này sinh sống ở độ sâu khoảng 100 m trở lại.
H. huntii sống đơn độc, được tìm thấy trong các hốc đá và gần các mỏm đá; chúng hiếm khi bơi xa nơi ẩn náu của mình.

## Mô tả
Chiều dài cơ thể tối đa được ghi nhận ở H. huntii là 20 cm. Cơ thể có nhiều vằn sọc màu nâu.
Số gai ở vây lưng: 10; Số tia vây mềm ở vây lưng: 20; Số gai ở vây hậu môn: 3; Số tia vây mềm ở vây hậu môn: 8; Số tia vây mềm ở vây ngực: 15.
Thức ăn của chúng là các loài cá nhỏ, cua và động vật không xương sống ở tầng đáy.